# Parafia wojskowa Krzyża Świętego w Żarach
Parafia Wojskowa pw. Krzyża Świętego w Żarach znajduje się w Dekanacie Inspektoratu Wsparcia Sił Zbrojnych Ordynariatu Polowego Wojska Polskiego (do 6-12-2011 roku parafia należała do Śląskiego Dekanatu Wojskowego). 
Jej proboszczem był ks. ppłk Andrzej Jakubiak. Obecnie księdzem kapelanem jest ppłk dr Stanisław Błądek. Zapewnia opiekę duszpasterską pacjentom 105 Szpitala Wojskowego w Żarach, którego zdecydowaną większość stanowią żołnierze Wojska Polskiego. Erygowana 21 stycznia 1993. Mieści się przy ulicy Ogrodowej.